# مقاطعة رابون (جورجيا)
مقاطعة رابون (بالإنجليزية: Rabun County)‏ هي إحدى المقاطعات في ولاية جورجيا في الولايات المتحدة الأمريكية.